# Список керівників держав 388 року
Список керівників держав 388 року — це перелік правителів країн світу 388 року.
Список керівників держав 387 року — 388 рік — Список керівників держав 389 року — Список керівників держав за роками

## Європа
- Боспорська держава — цар Савромат VI (370—391)
- плем'я вандалів — король Годигісел (359-406)
- король вестготів — Аларіх I (382—410)
- плем'я гунів — цар Балтазар (378—390)
- Дал Ріада — ?
- Думнонія — Гадеон ап Конан (387—390)
- Ірландія — верховний король Ніл Дев'яти Заручників (376—405)
- Римська імперія:
  - захід — Магн Максим (383—388); Валентиніан II (388—392)
  - схід — Феодосій Великий (379—395)
- Святий Престол — папа римський — Сиріцій (384—399)
- Візантійський єпископ Нектарій (381—397)

## Азія
- Близький Схід
- Гассаніди — Джафна II ібн аль-Мундір (361—391)
- Диньяваді (династія Сур'я) — раджа Тюрія Вунна (375—418)
- Іберійське царство — цар Вазар-Бакур II (378/380 — 394)
- Велика Вірменія — Аршак III (378/384 — 389)
- Кавказька Албанія — цар Мірхаван (383—387/388); Сатой (387/388-399)
- Індія
  - Царство Вакатаків — імператор Дівакарасена (385—400)
  - Імперія Гуптів — Чандрагупта II (380—415)
  - Західні Кшатрапи — махакшатрап Рудрасена IV (382—388); Рудрасімха III (388—395)
  - Держава Кадамба — Кангаварма (365/366 — 390)
  - Раджарата — раджа Упатісса I (370—412)
- Індонезія
  - Тарума — Дхармаяварман (372—395)
- Китай
  - Династія Цзінь — Сима Яо (372—396)
  - Туюхун (Тогон) — Мужун Шилянь (371—390)
  - Династія Рання Цінь — Фу Ден (386—394)
  - Династія Пізня Цінь — Яо Чан (384—394)
  - Династія Пізня Янь — Мужун Чуй (394—396)
  - Династія Північна Вей — Дао У-ді (386—409)
  - Династія Пізня Лян — Люй Ґуан (386—400)
- Корея
  - Кая (племінний союз) — ван Ісіпхум (346—407)
  - Когурьо — тхеван (король) Когугян (384—391)
  - Пекче — король Чинса (385—392)
  - Сілла — ісагим (король) Немуль (356—402)
- Паган — король К'яунг Ту Іт (387—412)
- Персія
  - Держава Сасанідів — шахіншах Шапур III (383—388); Бахрам IV (388—399)
- Тямпа — Бхадраварман I (377/380 — 413)
- Хим'яр — Дара'мар Айман II (375—410)
- Японія — Імператор Нінтоку (313-399)

## Африка
- - Єгипет (римська провінція) — Флавій Ульпій Еритрій (388); Олександр (388-388)

## Північна Америка
- Мутульське царство — Яш-Ну'н-Ахіін I (378/379 — 404)
- Теотіуакан — Атлатлькавак (374—439)